# جو هيلي (لاعب كرة قدم)
جو هيلي (بالإنجليزية: Joe Healy)‏ هو لاعب كرة قدم بريطاني في مركز الوسط، ولد في 26 ديسمبر 1986 في Sidcup ‏ في المملكة المتحدة. لعب مع نادي ميلوول.

## وصلات خارجية
- جو هيلي (لاعب كرة قدم) على موقع قاعدة بيانات كرة القدم.إي يو (الإنجليزية)
- جو هيلي (لاعب كرة قدم) على موقع Soccerway.com (الإنجليزية)